# Jimmy Butler
Pour les articles homonymes, voir Butler.
Jimmy Butler III, né le 14 septembre 1989 à Tomball dans le Texas, est un joueur américain de basket-ball mesurant 1,98 m et évoluant au poste d'ailier pour les Warriors de Golden State.
Repêché en 30e position lors de la draft 2011, il progresse et devient All-Star à 6 reprises. Il est également devenu NBA Most Improved Player en 2015, récompensant sa progression. Il est sélectionné à 5 reprises dans une NBA All-Defensive Team et 5 fois dans une équipe All-NBA.

## Enfance
Jimmy Butler a vécu une enfance difficile. Avant d'être sélectionné par les Bulls de Chicago en 2011, un Général Manager disait de lui : « Son histoire est une des plus incroyables que j'ai pu voir durant toute ma carrière dans le monde du basket. Il y a eu tellement de fois dans la vie où il a été poussé vers le bas. À chaque fois il a remonté la pente. À chaque fois que vous lui parlerez, bien qu'il n'aime pas parler de sa vie privée, vous avez le sentiment que ce gamin a de la grandeur en lui. » 
Le père de Butler a abandonné la famille alors qu'il n'était qu'un nourrisson. À treize ans, vivant dans la banlieue de Houston, sa mère le chassa de chez lui. Lors d'une interview, Jimmy disait que les derniers mots de sa mère ont été : « Je n'aime pas ton regard, va-t'en ».
Il passe toute son adolescence à aller de maison en maison, souvent recueilli par des amis. Jusqu’à ses dix-sept ans, lorsqu’il croise Jordan Leslie, un jeune joueur de basket-ball et de football américain sur les terrains de basket-ball. Les deux lycéens s’affrontent dans un concours à trois points et deviennent amis. Jimmy Butler en profite pour rester dormir le plus souvent possible chez Jordan. D'abord réticents, la mère et le beau-père de Jordan, à la tête d'une famille de sept enfants, finissent par l'accepter et il obtient une vraie place dans la famille. Il fait ses corvées et finit par devenir le huitième enfant de la famille.
Le jeune basketteur doit rattraper son retard. Ses exploits au lycée n’attirent pas les grandes universités. Il joue une saison dans un Junior College du Texas, le Tyler Junior College. Avant d’être enfin repéré par l'université de Marquette en 2008.

## Carrière professionnelle

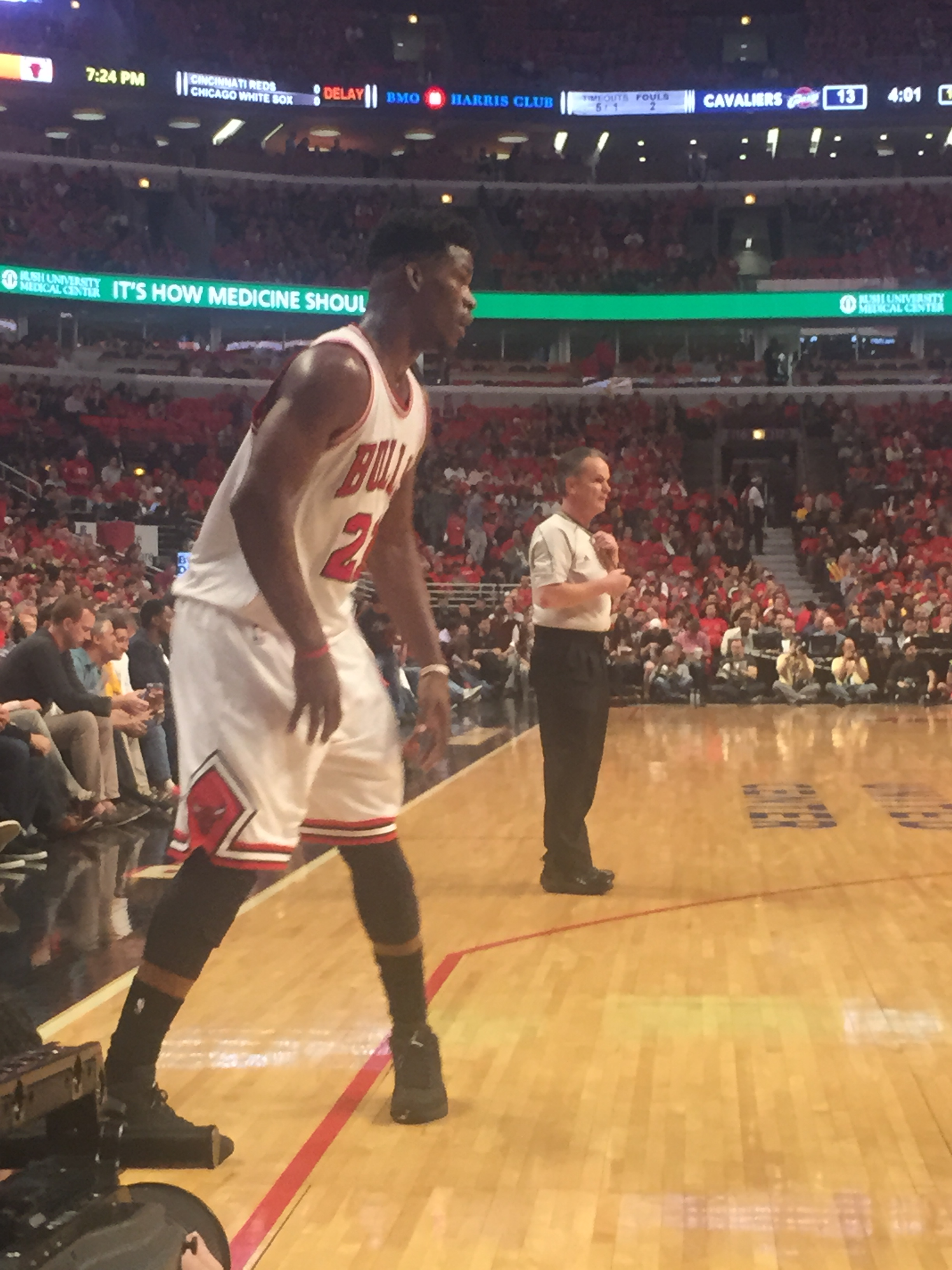
Jimmy Butler aux Bulls de Chicago en 2015

Après trois saisons à Marquette dont les deux dernières réussies avec des moyennes de 15 points par match, Jimmy Butler s’est finalement présenté à la draft 2011 où on l'estime être repêché dans les derniers choix du premier tour. Là, il a impressionné lors des camps. Il est alors sélectionné à la trentième position du repêchage par les Bulls de Chicago.

### Bulls de Chicago (2011-2017)

#### Les débuts
Dans sa première année aux Bulls, il n'obtient que peu de temps de jeu, remplaçant d'autres joueurs comme Luol Deng ou Carlos Boozer.
Pendant la NBA Summer League 2012, Butler impressionne avec des statistiques de 20,8 points, 6,5 rebonds 2,0 passes décisives par match. Cela lui vaut un temps de jeu plus élevé pendant la saison 2012-2013 et il connaît ses premières titularisations à la suite de la blessure de Luol Deng.

#### Saison 2014-2015
En novembre 2014, avec le retour timide de Derrick Rose, il s'impose comme le véritable leader des Bulls et est nommé, pour la première fois de sa carrière, joueur du mois de la conférence Est, avec 22,2 points par match (à 49,8 % de réussite au tir), 5,8 rebonds, et 3,2 passes décisives. Il est alors présenté comme un sérieux prétendant au titre de NBA Most Improved Player (MIP), qui récompense le joueur ayant le plus progressé par rapport à la saison précédente. Ses efforts lui valent une première sélection au NBA All-Star Game 2015 à New York.
Lors des playoffs, Butler bat son record en carrière en playoffs dans le deuxième match, inscrivant 31 points dans une victoire des Bulls 91-82 contre les Bucks de Milwaukee pour prendre une avance de 2-0 dans leur série. Le 25 avril, Butler bat son précédent record avec 33 points, mais cette fois dans une défaite 92-90 contre les Bucks, réduisant son avance à 3-2 dans la série. Ils remportent le sixième match de la série, les qualifiant en demi-finale de conférence où ils perdent 4-2 contre les Cavaliers de Cleveland. Le 7 mai, il est nommé NBA Most Improved Player, devenant le premier joueur de la franchise à remporter ce titre.

#### Saison 2015-2016
Le 1er juillet 2015, il re-signe un contrat, de 95 millions de dollars sur cinq ans avec les Bulls. La saison passée, il avait refusé de prolonger pour 44 millions sur quatre ans.
Il bat son record avec 43 points, le 18 décembre, dans une défaite 147-144 en quadruple-prolongation contre les Pistons de Détroit. Le 3 janvier, il inscrit 40 de ses 42 points, après la mi-temps, pour mener les Bulls à une victoire 115-113 contre les Raptors de Toronto. Le 14 janvier, il marque 53 points, nouveau record en carrière, dans une victoire 115-111 en prolongation contre les 76ers de Philadelphie. Butler a également obtenu 10 rebonds et 6 passes décisives. Il devenaient le premier joueur des Bulls à marquer 50 points depuis Jamal Crawford en 2004. Il est élu pour jouer au NBA All-Star Game 2016, mais n'a pas pu jouer en raison d'une blessure, et a été remplacé par son coéquipier Pau Gasol. Butler a raté 11 parties en raison d'une blessure au genou, revenant sur les parquets, le 5 mars, contre les Rockets de Houston. En 34 minutes, il a enregistré 24 points, 11 rebonds, 6 passes décisives et 1 interception dans une victoire 108-100. Le 2 avril, il enregistre son premier triple-double en carrière avec 28 points et des records à 17 rebonds et 12 passes décisives dans une défaite 94-90 contre les Pistons. Dans la partie finale de la saison, le 13 avril, Butler enregistre son second triple-double en carrière avec 10 points, 12 rebonds et 10 passes décisives contre les 76ers.

#### Saison 2016-2017
Le 12 novembre 2016, il marque 37 points, avec 14 lancers francs, avec 8 rebonds et 9 passes décisives dans une victoire 106-95 contre les Wizards de Washington. Le 20 novembre, il marque 40 points dans une victoire 118-110 contre les Lakers de Los Angeles. Le lendemain, il est nommé joueur de la semaine de la Conférence Est pour les matchs joués du 14 novembre au 20 novembre. Le 28 décembre, il a égalé son record de la saison avec 40 points et a inscrit un buzzer beater pour donner aux Bulls la victoire, 101-99, contre les Nets de Brooklyn. Butler a marqué 9 points dans les 2 dernières minutes pour rallier Chicago. Il a également saisi 11 rebonds tandis que les Bulls ont surmonté un déficit de sept points dans les trois dernières minutes.
Le 2 janvier 2017, Butler marque 52 points dans une victoire 118-111 contre les Hornets de Charlotte. Il a aussi obtenu 12 rebonds et 6 passes décisives en inscrivant 21 lancers-francs. Le 7 janvier, il atteint la barre des 40 points pour la troisième fois en six matchs, terminant avec 42 points contre les Raptors. Le 19 janvier, Butler est nommé titulaire de la Conférence Est pour le NBA All-Star Game 2017. Le 25 février 2017, il enregistre son 3e triple-double en carrière avec 18 points, 10 rebonds et 10 passes décisives dans une victoire 117-99 contre Cleveland. Le 6 avril, il enregistre son 4e triple-double en carrière avec 19 points, 10 rebonds et 10 passes décisives dans une victoire 102-90 sur les 76ers.

### Timberwolves du Minnesota (2017-2018)
Le soir de la draft 2017, le 23 juin, il est transféré aux Timberwolves du Minnesota contre Zach LaVine, Kris Dunn et le 7e choix de cette même draft, Lauri Markkanen. Le 18 octobre, pour ses débuts avec les Timberwolves, Butler marque douze points dans la défaite 107 à 99 chez les Spurs de San Antonio. Le 22 novembre, il égale son record de la saison avec 26 points dans la victoire 124 à 118 contre le Magic d'Orlando. Le 3 décembre, il marque vingt de ses 33 points dans le quatrième quart-temps pour aider Minnesota à battre les Clippers de Los Angeles 112 à 106. Le 12 décembre, il bat son record de la saison avec 38 points dans la défaite 118 à 112 après prolongation à Philadelphie. Le 18 décembre, il marque 37 points dans la victoire 108 à 107 contre les Trail Blazers de Portland. Le 27 décembre, Butler marque douze des quatorze points de son équipe dans la prolongation et termine le match avec 39 points, son record de la saison, dans la victoire 108 à 107 contre les Trail Blazers. Le 23 janvier 2018, Butler est nommé parmi les remplaçants de l'équipe de l'Ouest pour le NBA All-Star Game 2018. Le 9 février, pour son retour à Chicago, il marque 38 points (à un point de son record de la saison) mais son équipe s'incline 114 à 113. Butler choisit de ne pas jouer le All-Star Game, donnant la priorité à la saison régulière et en pensant que se reposer lui serait bénéfique. Toutefois, lors du premier match des Timberwolves après la pause du match des étoiles, le 23 février contre les Rockets de Houston, il quitte le match à la fin du troisième quart-temps en raison d'une blessure au genou. Deux jours plus tard, il subit une opération du ménisque et doit s'éloigner des parquets pour une durée indéterminée. Le 6 avril, Butler fait son retour et marque 18 points dans la victoire 113 à 96 contre les Lakers. Lors du match 3 des Timberwolves du premier tour des playoffs NBA 2018 contre les Rockets, Butler marque quatre paniers à trois points parmi ses 28 points et contribue à la victoire de son équipe 121 à 105. Les Timberwolves perdent la série en cinq matches.
Le 13 juillet 2018, il refuse une proposition de prolongation de contrat de 110 millions de dollars sur quatre ans. Le 24 juillet, il se fait opérer de la main droite.
Le 19 septembre, après une rencontre avec ses dirigeants, il demande à être transféré. N'ayant pas obtenu gain de cause, Butler choisit de démarrer la saison NBA 2018-2019 avec les Timberwolves bien qu'il ait indiqué qu'il ne signerait pas avec l'équipe à la fin de la saison. Le 17 octobre, lors du match d'ouverture de la saison, Butler marque 23 points lors de la défaite des siens 112 à 108 chez les Spurs. Deux jours plus tard, il fait mieux en marquant 33 points dans la victoire 131 à 123 contre les Cavaliers ; pour ce premier match de la saison à domicile, il est accueilli par des huées du public qui finit par l'encenser au fil du match criant « MVP, MVP » lorsque Butler tire des lancers-francs à la fin de la rencontre.
Après treize matches (quatre victoires et neuf défaites) et cinq défaites consécutives en déplacement, les Timberwolves pensent à effectuer quelques changements. Butler a participé à dix de ces treize matches avec des moyennes similaires à celles de la saison précédente, 21,3 points, 5,2 rebonds, 4,3 passes décisives et 2,4 interceptions par match.

### 76ers de Philadelphie (2018-2019)
Le 10 novembre 2018, il est envoyé aux 76ers de Philadelphie en compagnie de Justin Patton en échange de Dario Šarić, Robert Covington et Jerryd Bayless. L'échange a pour but d'associer Butler aux deux stars déjà présentes, Joel Embiid et Ben Simmons. Il fait ses débuts pour les 76ers deux jours plus tard, marquant 14 points dans une défaite 111-106 contre le Magic. Le 25 novembre, il inscrit 34 points et 12 rebonds et est l'auteur du panier à trois points, avec 2,3 secondes restantes, qui donne aux Sixers la victoire face aux Nets de Brooklyn. Au début du mois de décembre, il enchaîne deux matchs consécutifs à 38 points contre les Raptors puis les Pistons. Lors du premier tour des playoffs, Butler réalise de bonnes performances jusqu'à un match 7 décisif, perdu contre Toronto, 92-90, sur un buzzer beater de Kawhi Leonard.

### Heat de Miami (2019-février 2025)
Le 1er juillet 2019, il signe un contrat de 142 millions de dollars sur quatre ans avec le Heat de Miami. Le 9 décembre 2019, Butler est nommé joueur de la semaine de la Conférence Est après avoir obtenu en moyenne 27,5 points, 9 rebonds et 8,5 passes décisives par match. Le 10 décembre, Butler enregistre un record en carrière de 18 rebonds, ainsi que 20 points et 11 passes décisives en prolongation, dans une victoire 135- 121 contre les Hawks d'Atlanta. Le 30 janvier, Butler est nommé pour participer à son 5e NBA All-Star Game, en 2020.
Lors des playoffs, qui se déroulent dans la bulle de Disney World d’Orlando (Floride) à cause de la pandémie de Covid-19, l'équipe floridienne bat les Pacers de l'Indiana en quatre matchs. Butler se retrouve ensuite confronté aux Bucks de Milwaukee, emmené par le MVP de la saison régulière, Giánnis Antetokoúnmpo, possédant le meilleur bilan de la ligue durant la saison. Le collectif du Heat, avec Butler comme leader, parvient à se défaire des Bucks en cinq matchs pour atteindre la finale de conférence. Le Heat atteint alors les Finales NBA 2020 après avoir battu les Celtics de Boston en finale de conférence en 6 matchs, permettant à Butler de faire sa première apparition en Finales NBA.
Face aux Lakers de Lebron James, le Heat est diminué par les blessures de Dragic et Adebayo. Jimmy Butler assume son rôle de leader et réalise de grandes performances pour maintenir son équipe à flot. Il inscrit notamment 40 points lors du match 3 et 35 points lors du match 5. Deux rencontres qu'il termine en triple-double. Fatigué lors du match 6, il s'incline avec son équipe. Les Lakers remportent la série 4-2.
Le 11 février 2021, il enregistre son dixième triple-double en carrière avec 27 points, 10 rebonds et 10 passes dans la victoire 101 à 94 à Houston.
Le 24 avril 2023, lors du match 4 du premier tour des playoffs face aux Bucks, il inscrit 56 points et bat le record de franchise en play-offs jusque-là détenu par LeBron James.
Après une défaite contre les Pacers de l'Indiana, le 2 janvier 2025, Jimmy Butler a affirmé ne plus éprouver de plaisir à jouer avec le Heat et a manifesté son souhait de retrouver sa joie de jouer ailleurs. À la suite de cette déclaration, le 4 janvier 2025, le Heat a annoncé sa suspension pour sept matchs en raison d'un comportement jugé préjudiciable à l'équipe. Le 27 janvier, le Heat annonce qu'il est suspendu indéfiniment.

### Warriors de Golden State (depuis février 2025)
Butler est transféré en février 2025 vers les Warriors de Golden State dans un échange à 3 équipes qui envoie Josh Richardson et Lindy Waters aux  Detroit ainsi que Dennis Schroder aux Utah Jazz. Les Miami Heat reçoivent en contrepartie Kyle Anderson, PJ Tucker, Andrew Wiggins et un 1er tour de draft 2025 de Golden State. Jimmy Butler prolonge son contrat dans la foulée pour deux ans et 111 millions de dollars. Avec le nouveau trio de star Jimmy Butler, Stephen Curry et Draymond Green, les Warriors enchainent une série de 24 victoires en 31 matchs pour atteindre un bilan final de 48-34 pour pouvoir se qualifier aux play-in, au premier match du play-in contre les Memphis Grizzlies, Jimmy Butler sort une excellente performance pour qualifier son équipe aux play-offs avec 38 points à 12 sur 20 aux tirs, 7 rebonds, 6 passes décisives et 5 interceptions.

## Palmarès

### En sélection nationale
- Médaille d'or aux Jeux olympiques de 2016.

### En club
- Finales NBA contre les Lakers de Los Angeles en 2020, contre les Nuggets de Denver en 2023
- Champion de la Conférence Est en 2020 et 2023 avec le Heat de Miami.
- Champion de la Division Centrale en 2012 avec les Bulls de Chicago.
- Champion de la Division Sud-Est en 2020, 2022 et 2023 avec le Heat de Miami.

### Distinctions personnelles
- NBA Most Improved Player, en 2015.
- 6 sélections au All-Star Game, en 2015, 2016, 2017, 2018, 2020 et 2022.
- 4 fois All-NBA Third Team, en 2017, 2018, 2020 et 2021.
- All-NBA Second Team en 2023.
- 5 fois NBA All-Defensive Second Team, en 2014, 2015, 2016, 2018 et 2021
- Meilleur joueur de la finale de la conférence Est en 2023

## Statistiques

### Universitaires
Les statistiques de Jimmy Butler en matchs universitaires sont les suivantes :
| Saison    | Équipe    | Matchs | Titul. | Min./m | % Tir | % 3pts | % LF | Rbds/m. | Pass/m. | Int/m. | Ctr/m. | Pts/m. |
| --------- | --------- | ------ | ------ | ------ | ----- | ------ | ---- | ------- | ------- | ------ | ------ | ------ |
| 2008-2009 | Marquette | 35     | 0      | 19,6   | 51,4  | 0,0    | 76,8 | 3,94    | 0,74    | 0,49   | 0,46   | 5,60   |
| 2009-2010 | Marquette | 34     | 34     | 34,3   | 53,0  | 50,0   | 76,6 | 6,35    | 2,00    | 1,32   | 0,62   | 14,68  |
| 2010-2011 | Marquette | 37     | 35     | 34,6   | 49,0  | 34,5   | 78,3 | 6,08    | 2,32    | 1,43   | 0,35   | 15,73  |
| Carrière  | Carrière  | 106    | 69     | 29,6   | 50,8  | 38,3   | 77,3 | 5,46    | 1,70    | 1,08   | 0,47   | 12,05  |

### NBA

#### Saison régulière
Légende :
| Leader de la ligue | Meilleure progression de l'année |

gras = ses meilleures performances
| Saison        | Équipe        | Matchs | Titul. | Min./m | % Tir | % 3pts | % LF | Rbds/m. | Pass/m. | Int/m. | Ctr/m. | Pts/m. |
| ------------- | ------------- | ------ | ------ | ------ | ----- | ------ | ---- | ------- | ------- | ------ | ------ | ------ |
| 2011-2012     | Chicago       | 42     | 0      | 8,5    | 40,5  | 18,2   | 76,8 | 1,33    | 0,33    | 0,26   | 0,12   | 2,60   |
| 2012-2013     | Chicago       | 82     | 20     | 26,0   | 46,7  | 38,1   | 80,3 | 4,00    | 1,41    | 0,95   | 0,38   | 8,60   |
| 2013-2014     | Chicago       | 67     | 67     | 38,7   | 39,7  | 28,3   | 76,9 | 4,93    | 2,61    | 1,90   | 0,54   | 13,10  |
| 2014-2015     | Chicago       | 65     | 65     | 38,7   | 46,2  | 37,8   | 83,4 | 5,83    | 3,26    | 1,75   | 0,55   | 20,02  |
| 2015-2016     | Chicago       | 67     | 67     | 36,9   | 45,5  | 31,1   | 83,2 | 5,34    | 4,79    | 1,64   | 0,64   | 20,88  |
| 2016-2017     | Chicago       | 76     | 75     | 37,0   | 45,5  | 36,7   | 86,5 | 6,17    | 5,50    | 1,89   | 0,41   | 23,89  |
| 2017-2018     | Minnesota     | 59     | 59     | 36,7   | 47,4  | 35,0   | 85,4 | 5,32    | 4,88    | 1,97   | 0,41   | 22,15  |
| 2018-2019     | Minnesota     | 10     | 10     | 36,1   | 47,1  | 37,8   | 78,7 | 5,20    | 4,30    | 2,40   | 1,00   | 21,30  |
| 2018-2019     | Philadelphie  | 55     | 55     | 33,2   | 46,1  | 33,8   | 86,8 | 5,27    | 4,00    | 1,80   | 0,53   | 18,22  |
| 2019-2020     | Miami         | 58     | 58     | 33,8   | 45,5  | 24,4   | 83,4 | 6,66    | 6,03    | 1,78   | 0,55   | 19,95  |
| 2020-2021     | Miami         | 52     | 52     | 33,6   | 49,7  | 24,5   | 86,3 | 6,90    | 7,10    | 2,08   | 0,35   | 21,46  |
| 2021-2022     | Miami         | 57     | 57     | 33,9   | 48,0  | 23,3   | 87,0 | 5,89    | 5,47    | 1,65   | 0,47   | 21,39  |
| 2022-2023     | Miami         | 64     | 64     | 33,4   | 53,9  | 35,0   | 85,0 | 5,86    | 5,31    | 1,83   | 0,33   | 22,91  |
| 2023-2024     | Miami         | 60     | 60     | 34,0   | 49,9  | 41,4   | 85,8 | 5,30    | 4,97    | 1,32   | 0,28   | 20,77  |
| 2024-2025     | Miami         | 25     | 25     | 30,6   | 54,0  | 36,1   | 80,1 | 5,24    | 4,80    | 1,08   | 0,40   | 17,04  |
| 2024-2025     | Golden State  | 30     | 30     | 33,1   | 47,6  | 27,9   | 87,0 | 5,50    | 5,93    | 1,67   | 0,27   | 17,93  |
| Carrière      | Carrière      | 869    | 764    | 33,1   | 47,2  | 32,8   | 84,3 | 5,35    | 4,34    | 1,61   | 0,44   | 18,29  |
| All-Star Game | All-Star Game | 4      | 1      | 12,8   | 75,0  | 0,0    | 0,0  | 1,80    | 1,50    | 1,80   | 0,00   | 4,50   |

#### Playoffs
| Saison   | Équipe       | Matchs | Titul. | Min./m | % Tir | % 3pts | % LF | Rbds/m. | Pass/m. | Int/m. | Ctr/m. | Pts/m. |
| -------- | ------------ | ------ | ------ | ------ | ----- | ------ | ---- | ------- | ------- | ------ | ------ | ------ |
| 2012     | Chicago      | 3      | 0      | 1,4    | 0,00  | 0,00   | 0,00 | 1,3     | 0,00    | 0,00   | 0,00   | 0,00   |
| 2013     | Chicago      | 12     | 12     | 40,8   | 43,5  | 40,5   | 81,8 | 5,17    | 2,67    | 1,25   | 0,50   | 13,33  |
| 2014     | Chicago      | 5      | 5      | 43,5   | 38,6  | 30,0   | 78,3 | 5,20    | 2,20    | 1,20   | 0,00   | 13,60  |
| 2015     | Chicago      | 12     | 12     | 42,2   | 44,1  | 38,9   | 81,9 | 5,58    | 3,17    | 2,42   | 0,75   | 22,92  |
| 2017     | Chicago      | 6      | 6      | 39,8   | 43,0  | 27,3   | 80,9 | 7,33    | 4,33    | 1,67   | 0,83   | 22,67  |
| 2018     | Minnesota    | 5      | 5      | 34,1   | 44,4  | 47,1   | 83,3 | 6,00    | 4,00    | 0,80   | 0,20   | 15,80  |
| 2019     | Philadelphie | 12     | 12     | 35,1   | 45,1  | 26,7   | 87,5 | 6,08    | 5,17    | 1,42   | 0,58   | 19,42  |
| 2020     | Miami        | 21     | 21     | 38,4   | 48,8  | 34,9   | 85,9 | 6,48    | 6,05    | 1,95   | 0,67   | 22,24  |
| 2021     | Miami        | 4      | 4      | 38,5   | 29,7  | 26,7   | 72,7 | 7,50    | 7,00    | 1,25   | 0,25   | 14,50  |
| 2022     | Miami        | 17     | 17     | 37,0   | 50,6  | 33,8   | 84,1 | 7,35    | 4,59    | 2,06   | 0,65   | 27,41  |
| 2023     | Miami        | 22     | 22     | 39,7   | 46,8  | 35,9   | 80,6 | 6,45    | 5,86    | 1,77   | 0,64   | 26,91  |
| 2025     | Golden State | 11     | 11     | 36,1   | 44,7  | 30,6   | 80,0 | 6,60    | 5,20    | 1,30   | 0,30   | 19,20  |
| Carrière | Carrière     | 130    | 127    | 37,8   | 45,9  | 34,4   | 82,7 | 6,18    | 4,70    | 1,69   | 0,57   | 21,10  |

## Records sur une rencontre en NBA
Les records personnels de Jimmy Butler en NBA sont les suivants, :
| Record de la franchise |

| Type de statistique        | Saison régulière | Saison régulière        | Saison régulière | Playoffs | Playoffs             | Playoffs      |
| Type de statistique        | Record           | Adversaire              | Date             | Record   | Adversaire           | Date          |
| -------------------------- | ---------------- | ----------------------- | ---------------- | -------- | -------------------- | ------------- |
| Points                     | 53               | @ 76ers de Philadelphie | 14 janvier 2016  | 56       | Bucks de Milwaukee   | 24 avril 2023 |
| Paniers marqués            | 15               | 6 fois                  | 6 fois           | 19       | Bucks de Milwaukee   | 24 avril 2023 |
| Paniers tentés             | 33               | 76ers de Philadelphie   | 12 décembre 2017 | 29       | 2 fois               | 2 fois        |
| Paniers à 3 points réussis | 6                | 2 fois                  | 2 fois           | 5        | @ Bucks de Milwaukee | 25 avril 2015 |
| Paniers à 3 points tentés  | 10               | @ Celtics de Boston     | 4 décembre 2019  | 10       | @ Raptors de Toronto | 29 avril 2019 |
| Lancers francs réussis     | 21               | 2 fois                  | 2 fois           | 19       | Celtics de Boston    | 23 avril 2017 |
| Lancers francs tentés      | 25               | @ 76ers de Philadelphie | 14 janvier 2016  | 23       | Celtics de Boston    | 23 avril 2017 |
| Rebonds offensifs          | 7                | 4 fois                  | 4 fois           | 6        | Nets de Brooklyn     | 13 avril 2019 |
| Rebonds défensifs          | 16               | Hawks d'Atlanta         | 10 décembre 2019 | 12       | @ Heat de Miami      | 6 mai 2013    |
| Rebonds totaux             | 19               | @ Pistons de Détroit    | 16 décembre 2024 | 14       | @ Heat de Miami      | 6 mai 2013    |
| Passes décisives           | 15               | Wizards de Washington   | 28 décembre 2021 | 13       | 2 fois               | 2 fois        |
| Interceptions              | 7                | @ Magic d'Orlando       | 23 décembre 2020 | 6        | Celtics de Boston    | 17 mai 2023   |
| Contres                    | 5                | Raptors de Toronto      | 22 décembre 2014 | 3        | Celtics de Boston    | 17 mai 2022   |
| Balles perdues             | 7                | 2 fois                  | 2 fois           | 6        | @ Bucks de Milwaukee | 22 mai 2021   |
| Minutes jouées             | 60               | @ Magic d'Orlando       | 15 janvier 2014  | 53       | @ Bucks de Milwaukee | 23 avril 2015 |

- Double-double : 121 (dont 17 en playoffs)
- Triple-double : 22 (dont 3 en playoffs)

Dernière mise à jour : 6 mai 2025

## Salaires
Les gains de Jimmy Butler en NBA sont les suivants :
| Saison      | Équipe                                          | Salaire       |
| ----------- | ----------------------------------------------- | ------------- |
| 2011-2012*  | Bulls de Chicago                                | 1 020 960 $   |
| 2012-2013   | Bulls de Chicago                                | 1 097 520 $   |
| 2013-2014   | Bulls de Chicago                                | 1 112 880 $   |
| 2014-2015   | Bulls de Chicago                                | 2 008 748 $   |
| 2015-2016   | Bulls de Chicago                                | 15 260 000 $  |
| 2016-2017   | Bulls de Chicago                                | 17 552 209 $  |
| 2017-2018   | Timberwolves du Minnesota                       | 19 301 070 $  |
| 2018-2019   | Timberwolves du Minnesota 76ers de Philadelphie | 20 445 779 $  |
| 2019-2020   | Heat de Miami                                   | 32 742 000 $  |
| 2020-2021   | Heat de Miami                                   | 34 379 100 $  |
| 2021-2022   | Heat de Miami                                   | 36 016 200 $  |
| 2022-2023   | Heat de Miami                                   | 37 653 300 $  |
| 2023-2024   | Heat de Miami                                   | 45 183 960 $  |
| Total Gains | Total Gains                                     | 263 773 726 $ |
| 2024-2025   | Heat de Miami Warriors de Golden State          | 48 798 677 $  |
| 2025-2026   | Warriors de Golden State                        | 52 413 394 $  |

Notes :
- * En 2011, le salaire moyen d'un joueur évoluant en NBA est de 5 150 000 $[53].
- italique : option joueur

## Vie privée
Depuis 2018, il est en couple avec la mannequin Kaitlin Nowak, avec qui il a une fille, prénommée Rylee (née le 23 octobre 2019).

## Pour approfondir